# Пяденица малая бледная
Пяденица малая бледная (Idaea pallidata) — бабочка из семейства пядениц. Субтранспалеарктический температный лугово-лесной вид.

## Описание
Маленькая, хрупкая пяденица. Крылья бледно-кремовые, с несколькими буровато-красноватыми или бежевыми волнистыми нечёткими линиями. Размах крыльев 18–20 мм у самцов и 16–19 мм у самок. Летает с конца мая до начала июле почти по всей Европе и в Южной Сибири.
Гусеница красновато-бурая с тёмной спинной линией и чёрными косыми полосками, живёт на тысячелистнике, валериане, таволге, ястребинке, одуванчике, чернике и других травянистых растениях.